# Neolissochilus thienemanni
Neolissochilus thienemanni är en fiskart som först beskrevs av Ahl, 1933.  Neolissochilus thienemanni ingår i släktet Neolissochilus och familjen karpfiskar. IUCN kategoriserar arten globalt som sårbar. Inga underarter finns listade i Catalogue of Life.